# エイドリアン・トミネ
エイドリアン・トミネ（Adrian Tomine、1974年5月31日 - ）はコンテンポラリー文学的な作品で人気を得たアメリカ合衆国の漫画家 。 コミックブック形式で出版された短編漫画シリーズ『オプティック・ナーヴ』（Optic Nerve）で知られ、邦訳書は3冊ある。イラストレーターでもあり、ニューヨーカー誌へのイラストレーションの寄稿で名高い。カリフォルニア州サクラメント出身、ニューヨーク市ブルックリン区在住。「エードリアン・トミーネ」の日本語表記も見られる。

## 来歴

### 生い立ち
1974年5月31日、カリフォルニア州サクラメントに生まれる。日系アメリカ人4世にあたり、姓の漢字表記は遠峯である。父クリス・トミネはカリフォルニア州立大学サクラメント校土木工学部から環境工学名誉教授の称号を、母サツキ・イナは同校教育学部から名誉教授の称号を授与されている。両親はともに太平洋戦争中に日系アメリカ人として幼少期を過ごし、強制収容の経験がある。8歳年上の兄がいる。2歳の時に両親が離婚して以来、母に連れられてフレズノ、オレゴン、ドイツ、ベルギーと頻繁に転居を繰り返す一方、夏はサクラメントの父の下で暮らした。
あるインタビューで「子供のころ、文字も読めないうちからコミックブックを読んでいた。コミックというメディアが持っている何かに釘づけにされたんだ」と語っている。幼少期はピーナッツやアーチー・コミックのほか、スパイダーマンをはじめとするマーベル社のコミックブックを愛読していた。しかし、歳を取るにつれてスーパーヒーローコミックへの関心は薄れ、近年ではヒーロージャンルを中心とするメインストリーム・コミック界とはほとんどかかわりを持っていない。トミネの中でコミックへの情熱を決定的なものとしたのは、13歳のときに出会ったオルタナティヴ・コミックの名作『ラブ・アンド・ロケッツ』（Love and Rockets）であった。後に、漫画家としての画風を確立するにあたって影響を受けた作家として、『ラブ・アンド・ロケッツ』の作者の一人ジェイミー・ヘルナンデスのほか、ダニエル・クロウズ、チャールズ・バーンズの名を挙げている。同時代の漫画家クリス・ウェアのファンでもある。

### 執筆活動
1991年、サクラメントのハイスクール在学中に漫画作品の自費出版を始めた。自作の短編をまとめた6ページの手製小冊子（ミニコミック）に『オプティック・ナーヴ』（Optic Nerve、「視神経」）というタイトルをつけ、地元のコミックショップで販売したのだった。自費出版期の『オプティック・ナーヴ』は全7号が制作され、ミニコミックとしては絶大なヒット作となった。コピー機で印刷された第1号の初版部数は25部に過ぎなかったが:1673、号を追うごとにアンダーグラウンドコミック関係者の間で注目を集め、1994年に刊行された第7号は、コミックの自費出版を支援する団体ゼリック・ファウンデーション（Xeric Foundation）から5000ドルの助成を受けて6000部が印刷された。同シリーズをたまたま手に取った編集者から依頼を受けて、タワーレコードが発行するフリーペーパーPulse!に17歳から2年半にわたって漫画を連載した。これがトミネにとって商業出版デビューとなった。また、作家活動の傍らカリフォルニア大学バークレー校に通い、1996年に英文学の学位を取得した。
カナダの独立系コミック出版社ドローン・アンド・クォーターリー（Drawn and Quarterly、D&Q）はトミネが送付した『オプティック・ナーヴ』に感銘を受け、同シリーズを通常判型のコミックブックとして刊行することを申し出た。1995年4月に発売された『オプティック・ナーヴ』レギュラーシリーズ第1号は「一夜にして」D&Q社のトップセラーとなった。トミネは早熟な「ある種の天才」として広く認知され、翌1996年にはハーヴェイ賞最優秀新人賞が授与された。D&Q社の『オプティック・ナーヴ』は現在まで不定期に刊行が続けられており、最新号は第14号（2015年）である。
コミック関係者のみならず、一般の文芸評論家から「自意識に囚われがちなジェネレーションX世代の代弁者」と目されることも多かったが、トミネ自身は「同世代の友人が少ないので」そのような扱いには居心地の悪さを感じていた。コミック批評誌『ザ・コミックス・ジャーナル』（The Comics Journal）は若手漫画家を特集した第205号（1998年6月）の表紙をトミネに依頼した。これに応えて描かれたイラストレーションは一種の自己批評となっており、ファンやマスコミに取り囲まれているトミネの自画像とともに、自作品のクリシェをパロディ化した漫画の原稿が描かれていた。その中の1ページではヒップスターの少女が読者に向けて語りかけている。
1990年代にはテレビのトークショーThe Jane Pratt Showに出演した。その経験は『オプティック・ナーヴ』第6号に収録された短編 My Appearance On... The Jane Pratt Showに描かれている。
『オプティック・ナーヴ』シリーズ作のほとんどはD&Q社からグラフィックノベルとして再出版されている。シリーズの初期は著者自身を語り手とする掌編が中心だったが、年月とともにある程度長い物語が描かれるようになった。ミニコミック期の作品はアンソロジー『32ストーリーズ』（32 Stories: The Complete Optic Nerve Mini-Comics）に収録された。D&Q版第1 - 4号（1995年4月 - 1997年4月）にはそれぞれ数編の掌編が掲載されており、短編集『スリープウォーク・アンド・アザー・ストーリーズ』（Sleepwalk and Other Stories、邦訳あり）にまとめられた。第5 - 8号（1998年2月 - 2001年9月）はフィクション性の強い作品への移行期に当たり、各号がそれぞれ独立した短編となっていた。これらは『サマーブロンド』（Summer Blonde、邦訳あり）にまとめられた。第9 - 11号（2004年1月 - 2007年3月）は初の長編作品であり、『ショートカミングズ』（Shortcomings）の題で書籍化された。トミネは同作について「先人から受けた影響の寄せ集めではなく、自分自身のストーリーを語ろうとした」と述べており、アジア系としての人種的観点を正面から扱い、生々しい感情を排していた初期作からの変化を見せた。第12号（2011年9月）から第14号（2015年）までに掲載された6編の短編は『キリング・アンド・ダイイング』（Killing and Dying）として出版された。表題作はアイズナー賞最優秀短編賞を受賞した。

### イラストレーション制作
グラフィックノベルの制作と並行してコマーシャルイラストレーションの仕事を行っている。『ニューヨーカー』、『エスクァイア』、『ローリング・ストーン』といった雑誌にイラストレーションや漫画を数多く寄稿しており、特に『ニューヨーカー』誌の表紙を何度も手掛けていることで名高い。初めて同誌の表紙を飾ったイラストレーションMissed Connection（2004年11月8日号）は、すれ違う2両の地下鉄の窓越しに、偶然同じ本を読んでいることに気づいた若い男女が一瞬だけ視線を交わす場面を描いている。同作はトミネの作品の中でも広く知られており、「思い通りにはいかないがスリルに満ち溢れた都市生活を象徴する」と評されている。トミネは2004年に初めてニューヨーク市に移り住んだため、ニューヨークの情景を描くにはディテールを入念に取材しなければ作り物になってしまうと語っている。2012年には『ニューヨーカー』表紙イラストレーション全作を含む作品集『ニューヨーク・ドローイング』（New York Drawing）が刊行された。
日本においても『ニューヨーカー』誌のイラストレーターとして一定の知名度を持ち、日本の出版社でイラストレーションの仕事を行うことがある。ファッションブランドのビームスが発行する文芸誌『インザシティ』は、2010年10月の創刊以来、「都会の何気ない日常を、知的でユーモアを持って」（同誌プロデューサー）描いたトミネのイラストを表紙に用いている。
CDのジャケットやブックレット、ポスターなど、音楽業界でのイラストレーションでも知られている。これまでにイラストレーションを提供してきたバンドはインディー・ロックのジャンルが多く、イールズ、ヨ・ラ・テンゴ、ウィーザー、The Softies、The Crabsなどが挙げられる。また、クリテリオン・コレクション社が発売した小津安二郎監督作品のDVDシリーズにもイラストレーションを提供している。

## 作風
トミネの作品はリアリズムに基礎を置いている。ドラマチックなプロット要素はあまり用いられず、日常的な出来事と人間関係のダイナミクスを中心に物語が進む。トミネは長編作品の制作について「現実の人間が交わしているような、長々しくて退屈な会話を描くスペースがあるから好きだ」と語ったことがある。人物や背景が精細に描かれる一方で、説明的なナレーションやモノローグは意図的に切り捨てられており、作中人物の内面で起こっているドラマについては読者の想像にゆだねられている。ほとんどの作品ははっきりした起承転結がないまま唐突に結末を迎え、問題は解決されずに終わる。このような作風はレイモンド・カーヴァーに例えられることが多い。
初期作品集の序文で「僕の高校時代が楽しいものだったとすれば、あなたの手の中にある本はこの世に存在していなかったはずだ」と語っているように:59、内向的で不安に満ちた若者の心理を主題にすることが多く、「周囲と馴染めない、疎外された人物を描く名手」と評される。このような作風は読者の好悪を二分する原因となっており、「誰もが心の中に飼っている負け犬に訴求する」、「読者が抱いている恥の意識や自己嫌悪を浮き彫りにする」と共感されることもあれば、「夢想癖、不全感、マイナス思考や敗北主義思考の持ち主」ばかりが登場することを批判されることもある。トミネがジェネレーションXの世代に属していることから、作品に見られる負け犬意識や非社会性を世代論と結びつけた評論も多い。
1990年代以降のアメリカのオルタナティヴ・コミックでは、筆者自身の不安感や退屈な日常を冷めた視点で描く作風が主流となっているが、トミネはその代表である。先行する世代の中で、ロバート・クラムやアート・スピーゲルマンがカウンターカルチャーとしての芸術表現を志向していたのに対し、声高に社会と対決するよりも私的な現実を細密に描写しようとしていたハービー・ピーカー（『アメリカン・スプレンダー』）の系譜に連なるのがトミネだと言える。

### 画風
正式に絵画の訓練を受けたことはなく、愛読している漫画を模写することで描き方を学んだと述べている。無駄のないエレガントな描線はダニエル・クロウズやジェイミー・ヘルナンデスからの強い影響を受けたことが指摘され、自身でもたびたび発言している。サミー・ハーカムやクリス・ウェアなど、現代のオルタナティヴ・コミックでしばしば見られる「子供のクレヨン画やいたずら書き」を思わせるデフォルメされた様式と比べると、トミネの絵は写実的であり、小物や表情のディテールを精緻に描くことで人物の内面を表現している。「何気ないしぐさを描く名手」とも呼ばれる。読者に「演出」を意識させないようにダイナミックなコマ割りを避けていると述べるなど、堅実ながらもミニマルで自然な漫画表現は高く評価されている。
イラストレーターとしては簡潔でスタイリッシュな描線と抑え気味の色調を特徴とする。ニューヨークの住人と街の情景を題材にすることが多く、2冊のイラストレーション集はいずれもニューヨークを主題にしている。一枚絵から豊かな物語を想像させる技量には定評があり、「「時を止める」ことによって、その前後の時間の広がりを感じさせる」、「物語が始まろうとする動的なエネルギーを一瞬に切り取って見せる」と評されている。トミネのコマーシャルイラストレーションは漫画作品に比べて沈鬱さがストレートに表現されることはなく、切ない憂愁と呼べる印象を作り出している。

## 人物
著名なオルタナティヴ・コミックの書き手の多くがグラフィックノベル（一般書店で販売される単行本）の書き下ろしへと発表の場を移す中、トミネは唯一と言っていいほどコミックブック形式の個人誌を出版し続けている。トミネは採算性の低いコミックブックの刊行をアナログレコードの製作に例え、「ほとんどD&Q社の厚意で続けている」と語った。『オプティック・ナーヴ』第12号に掲載された2ページの自伝的漫画には、「ペラペラの」コミックブックにこだわり、漫画家仲間から「最後のパンフレット作家」と揶揄される著者の姿が描かれている。トミネは作品にはそれぞれに見合った出版形態があり、豪華な大判ハードカバー本よりも安価な中綴じ冊子がふさわしい場合があると語っている。またミニコミ誌のインタビューにおいて、オルタナティヴ・コミックがメインストリーム文化の中に溶け込みつつあることを喜ぶ一方で、奇矯なアウトサイダー・アーティストの隠れ家だったコミック出版文化が失われることを惜しむ心情を語っている。
日本の劇画作家辰巳ヨシヒロから影響を受けたと語っており、辰巳作品の英語圏への紹介者としても知られている:162。ただしトミネは日本語が読めず、日本の漫画一般については特に詳しくないと述べている。トミネによれば、1988年に出版された無許可の英訳本Good-Bye and Other Stories（ISBN 0-87416-056-1、Catalan）で初めて辰巳の作品に触れ、『ラブ・アンド・ロケッツ』や『RAW』誌のようなオルタナティヴ・コミックと同列に愛読したという。2003年、トミネは初の邦訳出版を機会に来日し、辰巳と面会した。辰巳の作品から一般の日本漫画とは異なる「人間性、深み」を感じたと語るトミネに対し、辰巳は「まだ若い高校時代からそんな感覚を持っていたというのは……何というか、お気の毒な気がするんだけど」と返したという。その後、トミネの仲介によりD&Q社は2005年から辰巳の英訳作品集の刊行を開始した。それらの企画・編集・デザインはトミネの手による。

## 関連人物
- ダニエル・クロウズ ― 作風の上で大きな影響を受けた漫画家。クロウズと交際していた女性がトミネの大学の同窓だったことから私生活でも親交がある[7]。

## 作品リスト

### 書籍
特に記載がなければD&Q社刊。
- 1998 - 32 Stories:  The Complete Optic Nerve Mini-Comics （ISBN 1-896597-00-9）
- 1998 - Sleepwalk and Other Stories （ISBN 1-896597-12-2）
- 2003 - Summer Blonde （ISBN 1-896597-57-2）
- 2004 - Scrapbook: Uncollected Work 1990-2004 （ISBN 1-896597-77-7）
- 2005 - New York Sketches 2004 （ISBN 0-9766848-2-9）、Buenaventura Press － 15ページの画集[12]
- 2005 - She Read the Letter... Journal（ISBN 0811844919）、Chronicle Books － イラスト入り日記帳
- 2007 - Shortcomings （ISBN 978-1-897299-16-6）
- 2011 - Scenes From an Impending Marriage （ISBN 978-1770460348） － 自身の結婚を題材にしたエッセイ漫画[33]
- 2012 - New York Drawings （ISBN 978-1770460874）－ 様々な雑誌に掲載されたイラストレーションや漫画、未発表のスケッチを集めた書籍[2][12]
- 2014 - New York Postcards: 30 Illustrations from the Pages of The New Yorker and Beyond （ISBN 978-1770461598） － 絵はがき集
- 2015 - Killing and Dying （ISBN 978-1770462090）
- 2020 - The Loneliness of the Long Distance Cartoonist （ISBN 978-0571357680）

### 邦訳書籍
- 2003年 - 『SLEEPWALK AND OTHER STORIES 日本語版』山田祐史（訳）（ISBN 978-4-9900812-6-3）、PRESSPOP GALLERY
- 2015年 - 『サマーブロンド』長澤あかね（訳）（ISBN 978-4-336-05953-6）、国書刊行会
- 2017年 - 『キリング・アンド・ダイング』長澤あかね（訳）（ISBN 978-4-336-06167-6）、国書刊行会
- 2022年 - 『長距離漫画家の孤独』長澤あかね（訳）（ISBN 978-4-336-07361-7）、国書刊行会
- 2024年 - 『紐育百景』長澤あかね（訳）（ISBN 978-4-336-07637-3）、国書刊行会

## 受賞歴
- 1996 – ハーヴェイ賞最優秀新人賞（Best New Talent）[18]
- 2016 - アイズナー賞最優秀短編賞（Best Short Story）、Killing and Dying、Optic Nerve第14号収録[41]
- 2020 - アイズナー賞最優秀自伝作品賞（Best Graphic Memoir）、最優秀装丁賞（Best Publication Design）、The Loneliness of the Long Distance Cartoonist、書下ろし[42]